# Notts County F.C.
Notts County Football Club (thường được biết với tên Notts hoặc County hoặc biệt danh The Magpies) là một đội bóng chuyên nghiệp năm ở Nottingham, Anh. Thành lập vào ngày 28 tháng 11 năm 1862, Notts County là đội bóng lâu đời nhất thế giới hiện tại đang thi đấu chuyên nghiệp. Từ mùa giải 1888–89 đến mùa giải 2013–14 họ chơi tổng cộng 4,756 trận ở Football League  – nhiều hơn bất cứ một đội bóng Anh nào. Hiện tại họ đang thi đấu ở League Two của Football League, cấp độ 4 của hệ thống các giải bóng đá Anh. County chơi trên sân nhà Meadow Lane với trang phục sọc đen trắng.
CLB đã thi đấu rất nhiều lần ở hạng đấu cao nhất bóng đá Anh, mà gần đây nhất là mùa giải 1991–92, khi County chơi ở First Division (tiền thân của Premier League ngày nay). Một số HLV cũ đáng chú ý của Notts County bao gồm Jimmy Sirrel, Howard Wilkinson, Neil Warnock, Howard Kendall và Sam Allardyce. CLB cũng có rất nhiều chủ sở hữu. Trong thế kỉ 21, một chuỗi các vấn đề tài chính đã nhận ra CLB được sở hữu bởi Supporters' trust, người bán CLB cho Munto Finance – một công ty con của Qadbak Investments. Thêm những vấn đề tài chính khác đã khiến CLB bị bán cho Peter Trembling, với phí nhỏ không đáng kể, sau đó lại bán cho Ray Trew với giá 1 bảng sau khi câu lạc bộ đã được phục vụ với hai cuộn lên kiến nghị của HM Revenue và Hải quan do nhu cầu thanh toán PAYE cuối của khoảng 500.000 £.

## Lịch sử

### Sự thành lập và những năm đầu tiên
Notts County là đội bóng chuyên nghiệp lâu đời nhất thế giới thành lập năm 1862.

#### Chung kết FA Cup
Ngày 25 tháng 3 năm 1891, Notts County lần đầu tiên vào đến chung kết FA Cup. The Magpies bị đánh bại với tỉ số 3–1 trước Blackburn Rovers ở sân The Oval, mặc dù đã đánh bại đội bóng này 7–1 trong mùa giải một tuần trước đó.
Notts County đã làm được điều này vào ngày 31 tháng 3 năm 1894, khi họ đoạt chức vô địch FA Cup ở sân Goodison Park, đánh bại Bolton Wanderers 4–1 trong một trận đấu mà Jimmy Logan ghi cú hat-trick thứ 2 trong lịch sử chung kết FA Cup. Thành quả này còn đáng nhớ hơn khi Notts County trở thành đội bóng đầu tiên bên ngoài hạng đấu cao nhất vô địch FA Cup: Notts County kết thúc ở vị trí thứ 3 ở Division Two mùa đó. Năm 1910 họ chuyển đến thi đấu ở Meadow Lane.

#### Những năm 1920
Notts County bị xuống hạng năm 1926, cũng là mùa giải cuối cùng mà họ thi đấu ở hạng cao nhất trong hơn nửa thế kỉ. Mùa giải 1925–26 là mùa giải cuối cùng thủ môn huyền thoại Albert Iremonger thi đấu cho đội bóng. Huyền thoại này được cổ động viên Notts County miêu tả rằng, ông ấy có 'bàn tay như móng vuốt của JCB và là một con quái vật cao 7 feet'.

### Từ Thế chiến thứ 2 cho đến những năm 1950
CLB bị hủy tất cả các trận đấu ở mùa giải 1941–42 khi sân Meadow Lane bị đánh bom. Mùa giải 1946–47, sân được Nottingham Forest sử dụng tạm thời khi sông Trent làm ngập cả Meadow Lane và City Ground. Forest lại sử dụng sân Meadow Lane năm 1968, sau khi hỏa hoạn phá hủy khán đài chính của sân City Ground. Thời 'hoàng kim' của CLB đến ngay sau khi Thế chiến thứ 2 kết thúc. County đã làm kinh ngạc cả làng bóng đá thế giới khi đem về Tommy Lawton từ Chelsea với mức giá kỉ lục.
Sự đầu quân của Lawton đã làm tăng số lượng khán giả đến xem thêm 10,000 người. Một bất ngờ đã xảy ra trong giai đoạn này khi có 10,000 người hâm mộ bao quanh bên ngoài sân. Ở mùa giải 1949–50, Notts County đoạt chức vô địch Third Division (South). Lượng khán giả của họ trung bình khoảng 35,000 người khi The Magpies đánh bại Nottingham Forest trong cuộc đua gay cấn để giành chức vô địch. Mùa 1950–51 cũng là mùa giải cuối cùng Notts County thi đấu ở hạng cao hơn kình địch cùng thành phố với họ.
Khi thập niên 50 của thế kỉ XX gần kết thúc, Nottingham Forest thay thế Notts County trở thành CLB mạnh nhất thành phố. Kể từ mùa giải 1957–58, hai đội bóng không hề chạm trán với nhau ở một trận đấu giải trong vòng 16 năm sau đó.

### Từ những năm 60 đến 90 của thế kỉ XX

#### Kỷ nguyên của Jimmy Sirrel
Hai mùa sau đó, Notts County lại tiếp tục thăng hạng, lần này là lên chơi ở Division Two. Nó đã đánh dấu sự trở lại với phong độ ấn tượng dưới thời Sirrel và gặp lại kình địch cũ Forest. Sirrel chuyển đến Sheffield United vào tháng 10 năm 1975 nhưng lại quay về 2 năm sau đó.
Sirrel hoàn tất việc lột xác ấn tượng cho Notts County vào tháng 5 năm 1981. Ông đã chuyển The Magpies từ một đội bóng khủng hoảng ở Fourth Division thành đội bóng thi đấu ở hạng cao nhất, First Division chỉ trong hơn một thập kỉ, kết thúc chuỗi 55 năm vắng bóng ở hạng đấu cao nhất ở nước Anh. Cùng với thành quả này còn có sự giúp đỡ của chủ tịch (Jack Dunnett) và người huấn luyện (Jack Wheeler) trong suốt cả thập kỷ.

## Màu sắc và huy hiệu
Màu sắc đầu tiên được biết đến của Notts County là màu hổ phách và đen, xuất hiện từ những năm 70 của thế kỉ XIX. Sau đó có một giai đoạn ngắn họ thi đấu với áo màu hổ phách, sau đó là nửa socola và nửa xanh nước biển. Năm 1890 CLB chuyển sang trang phục sọc đen trắng, và thi đấu với màu áo này từ đó đến nay.

### Áo đấu của Juventus F.C.
Đội bóng nổi tiếng của Italia Juventus F.C. lấy ý tưởng áo sọc đen trắng của Notts County. Juventus thi đấu với áo sọc đen trắng, và quần trắng hoặc đôi khi quần đen kể từ năm 1903. Gốc gác của họ là trang phục màu hồng với cà vạt màu đen, nhưng nó chỉ xảy ra bởi vì bị người bố của một trong các cầu thủ gửi nhầm áo, ông ấy là người thiết kế trang phục đầu tiên cho đội, nhưng việc giặt giũ liên tục đã làm phai màu áo. Do đó năm 1903 CLB đã đề nghị thay thế chúng.
Ngày 8 tháng 9 năm 2011 để đánh dấu cho việc thành lập sân vận động mới new Stadium ở Turin, Juventus đã mời Notts County thi đấu một trận giao hữu lịch sử. Trận đấu kết thúc với tỷ số 1–1 với pha lập công của Luca Toni và Lee Hughes trong hiệp 2.

## Kình địch
Notts County có kình địch chính là đội bóng láng giềng Nottingham Forest. Tuy nhiên, trong suốt giai đoạn thi đấu ở hạng đấu thấp hơn của Football League, sự đối đầu lại nghiêng về đội bóng vùng Nottinghamshire là Mansfield Town. Những đội bóng kình địch khác của Notts County có thể kế đến Derby County, Leicester City, Lincoln City và Chesterfield.

## Cầu thủ

### Đội hình hiện tại
Tính đến 1 tháng 2 năm 2024
Ghi chú: Quốc kỳ chỉ đội tuyển quốc gia được xác định rõ trong điều lệ tư cách FIFA. Các cầu thủ có thể giữ hơn một quốc tịch ngoài FIFA.
| Số | VT | Quốc gia         | Cầu thủ                                   |
| -- | -- | ---------------- | ----------------------------------------- |
| 1  | TM | Anh              | Sam Slocombe                              |
| 2  | HV | Anh              | Richard Brindley                          |
| 4  | HV | Scotland         | Kyle Cameron (đội trưởng)                 |
| 5  | HV | Wales            | Connell Rawlinson                         |
| 6  | TV | Cộng hòa Ireland | Jim O'Brien                               |
| 7  | TV | Cộng hòa Ireland | Dan Crowley                               |
| 8  | TV | Anh              | Sam Austin                                |
| 9  | TĐ | Anh              | Macaulay Langstaff                        |
| 10 | TV | Malta            | Jodi Jones                                |
| 11 | TV | Pháp             | Aaron Nemane                              |
| 13 | TV | Anh              | Charlie Colkett (mượn từ Crewe Alexandra) |
| 14 | TV | Anh              | Will Randall                              |
| 15 | HV | Anh              | Aden Baldwin                              |
| 16 | TV | Anh              | John Bostock                              |
| 17 | TĐ | Cộng hòa Ireland | David McGoldrick                          |

| Số | VT | Quốc gia | Cầu thủ                             |
| -- | -- | -------- | ----------------------------------- |
| 18 | TV | Anh      | Matt Palmer                         |
| 19 | TĐ | Anh      | Cedwyn Scott                        |
| 20 | TV | Scotland | Scott Robertson                     |
| 21 | HV | Anh      | Tobi Adebayo-Rowling                |
| 22 | TĐ | Anh      | Luther Munakandafa                  |
| 23 | HV | Zimbabwe | Adam Chicksen                       |
| 24 | HV | Albania  | Geraldo Bajrami                     |
| 26 | TM | Anh      | Aidan Stone                         |
| 27 | TĐ | Jamaica  | Junior Morias                       |
| 28 | HV | Scotland | Lewis Macari                        |
| 29 | TĐ | Gambia   | Alassana Jatta                      |
| 31 | TM | Anh      | Luca Ashby-Hammond (mượn từ Fulham) |
| 32 | HV | Anh      | Jaden Warner (mượn từ Norwich City) |
| 43 | TV | Anh      | James Sanderson                     |

### Cho mượn
Ghi chú: Quốc kỳ chỉ đội tuyển quốc gia được xác định rõ trong điều lệ tư cách FIFA. Các cầu thủ có thể giữ hơn một quốc tịch ngoài FIFA.
| Số | VT | Quốc gia         | Cầu thủ                                                        |
| -- | -- | ---------------- | -------------------------------------------------------------- |
| 12 | TM | Cộng hòa Ireland | Tiernan Brooks (tại Rochdale cho đến hết mùa giải 2023–24)     |
| 25 | HV | Anh              | Lucien Mahovo (tại Boston United cho đến hết mùa giải 2023–24) |

### Đội trẻ
Tính đến 27 tháng 10 năm 2023
Ghi chú: Quốc kỳ chỉ đội tuyển quốc gia được xác định rõ trong điều lệ tư cách FIFA. Các cầu thủ có thể giữ hơn một quốc tịch ngoài FIFA.
| Số | VT | Quốc gia | Cầu thủ         |
| -- | -- | -------- | --------------- |
| —  | HV | Anh      | Archie Aves     |
| —  | HV | Anh      | Ashaiah Fearon  |
| —  | HV | Anh      | Freddie Pitts   |
| —  | HV | Anh      | Cassius Cisse   |
| —  | HV | Anh      | Owen Bickley    |
| —  | HV | Anh      | Harrison Hazard |
| —  | HV | Anh      | Elias Reaney    |
| —  | HV | Bermuda  | Zhani Burgess   |

| Số | VT | Quốc gia             | Cầu thủ       |
| -- | -- | -------------------- | ------------- |
| —  | TV | Anh                  | Brad McGregor |
| 42 | TV | Anh                  | Madou Cisse   |
| 41 | TV | Anh                  | Charlie Gill  |
| —  | TV | Anh                  | Alfie Goodwin |
| —  | TV | Anh                  | Sudais Saleh  |
| —  | TĐ | Saint Kitts và Nevis | Diego Edwards |
| —  | TĐ | Anh                  | Zac Denman    |

## Lịch sử các mùa giải
| - 1888–1893 Division 1 (L1) - 1893–1897 Division 2 (L2) - 1897–1913 Division 1 (L1) - 1913–1914 Division 2 (L2) - 1914–1920 Division 1 (L1) - 1920–1923 Division 2 (L2) | - 1923–1926 Division 1 (L1) - 1926–1930 Division 2 (L2) - 1930–1931 Division 3 (S) (L3) - 1931–1935 Division 2 (L2) - 1935–1950 Division 3 (S) (L3) - 1950–1958 Division 2 (L2) | - 1958–1959 Division 3 (L3) - 1959–1960 Division 4 (L4) - 1960–1964 Division 3 (L3) - 1964–1971 Division 4 (L4) - 1971–1973 Division 3 (L3) - 1973–1981 Division 2 (L2) | - 1981–1984 Division 1 (L1) - 1984–1985 Division 2 (L2) - 1985–1990 Division 3 (L3) - 1990–1991 Division 2 (L2) - 1991–1992 Division 1 (L1) - 1992–1995 Division 1 (L2) | - 1995–1997 Division 2 (L3) - 1997–1998 Division 3 (L4) - 1998–2004 Division 2 (L3) - 2004–2010 League Two (L4) - 2010–2015 League One (L3) - 2015–2019 League Two (L4) | - 2019– National League (L5) |

 L1 = Cấp độ 1 của hệ thống các giải bóng đá Anh; L2 = Cấp độ 2 của hệ thống các giải bóng đá Anh; L3 = Cấp độ 3 của hệ thống các giải bóng đá Anh; L4 = Cấp độ 4 của hệ thống các giải bóng đá Anh.
- Số mùa giải chơi ở cấp độ 1 của hệ thống các giải bóng đá Anh: 30
- Số mùa giải chơi ở cấp độ 2 của hệ thống các giải bóng đá Anh: 37
- Số mùa giải chơi ở cấp độ 3 của hệ thống các giải bóng đá Anh: 34
- Số mùa giải chơi ở cấp độ 4 của hệ thống các giải bóng đá Anh: 18
- Số mùa giải chơi ở cấp độ 5 của hệ thống các giải bóng đá Anh: 1

### Thăng hạng và xuống hạng
Với tổng cộng 13 lần thăng hạng và 15 lần xuống hạng, thì không có CLB nào di chuyển lên xuống các giải đấu ở Football League thường xuyên như Notts County cả.
Năm thăng hạng
1897
1914
1923
1931
1950
1960
1971
1973
1981
1990
1991
1998
2010
Năm xuống hạng
1893
1913
1920
1926
1930
1935
1958
1959
1964
1984
1985
1992
1995
1997
2004
2015
2019

## Danh hiệu
- FA Cup
  - Vô địch: 1894
  - Á quân: 1891
- Second Division (1892–1992), First Division (1992–2004), The Championship (2004–nay)
  - Vô địch: 1896–97, 1913–14, 1922–23
  - Á quân:: 1894–95, 1980–81
  - Vô địch Play-off: 1990–91
- Third Division (1958–92), Second Division (1992–2004), League One (2004–nay)
  - Á quân:: 1972–73
  - Vô địch Play-off: 1989–90
- Third Division South (1921–58)
  - Vô địch: 1930–31, 1949–50
- Fourth Division (1958–92), Third Division (1992–2004), League Two (2004–nay)
  - Vô địch: 1970–71, 1997–98, 2009–10
  - Á quân:: 1959–60
- Anglo-Scottish Cup
  - Á quân:: 1980–81
- Anglo-Italian Cup
  - Vô địch: 1994–95
  - Á quân:: 1993–94

## Các kỉ lục
Số khán giả đến xem nhiều nhất: 47,310 vs York City, vòng 6 FA Cup, 12 tháng 3 năm 1955
Tổng doanh thu vé lớn nhất: £277,781.25 vs Manchester City, vòng 4 FA Cup, 30 tháng 1 năm 2011
Chiến thắng đậm nhất cấp độ mùa giải: 11–1 vs Newport County, Division Three South, 15 tháng 1 năm 1949
Chiến thắng đậm nhất cấp độ giải đấu: 15–0 vs Rotherham Town, vòng 1 FA Cup, 24 tháng 10 năm 1885
Số điểm nhiều nhất trong một mùa giải (2 điểm cho 1 trận thắng): 69, Division Four 1970–71
Số điểm nhiều nhất trong một mùa giải (3 điểm cho 1 trận thắng): 99, Division Three 1997–98
Số bàn thắng ghi được nhiều nhất trong một mùa giải: 107, Division Four 1959–60
Vua phá lưới trong một mùa giải: Tom Keetley, 39, Division Three South 1930–31
Vua phá lưới mọi thời đại (cấp độ mùa giải) Les Bradd, 125, 1967–78
Bàn thắng nhanh nhất 6 giây, Barrie Jones, 31 tháng 3 năm 1962
Cầu thủ có số lần ra sân nhiều nhất mọi thời đại (cấp độ mùa giải): Albert Iremonger, 564, 1904–26
Cầu thủ trẻ nhất (cấp độ mùa giải:) Tony Bircumshaw, 16 năm 54 ngày, 3 tháng 4 năm 1961
Chuỗi trận bất bại trên sân khách dài nhất cấp độ mùa giải 19, 28 tháng 2 năm 2012 – 26 tháng 12 năm 2012
Tính đến mùa giải 2013–14, Notts County thi đấu nhiều trận hơn bất cứ một đội bóng Anh nào (4756 trận).

### Các quản lí
Tính đến 15 tháng 11 năm 2014
| Tên                                                          | Quốc tịch | Từ năm                    | Đến năm                   | Số ngày đảm nhiệm | Kỉ lục | Kỉ lục | Kỉ lục | Kỉ lục | Kỉ lục  |
| Tên                                                          | Quốc tịch | Từ năm                    | Đến năm                   | Số ngày đảm nhiệm | P      | W      | D      | L      | Thắng % |
| ------------------------------------------------------------ | --------- | ------------------------- | ------------------------- | ----------------- | ------ | ------ | ------ | ------ | ------- |
| By committee                                                 | Anh       | 1862                      | 1913                      | —                 | 0      | 0      | 0      | 0      | —       |
| Albert Fisher (thư ký – HLV)                                 | Anh       | 1913                      | 1927                      | —                 | 0      | 0      | 0      | 0      | —       |
| R.C.White (Fisher vắng mặt do Chiến tranh thế giới thứ nhất) | Anh       | 1917                      | 1919                      | —                 | 0      | 0      | 0      | 0      | —       |
| Horace Henshall (thư ký – HLV)                               | Anh       | 1927                      | 1934                      | —                 | 0      | 0      | 0      | 0      | —       |
| Charlie Jones                                                | Anh       | 1934                      | 1935                      | —                 | 0      | 0      | 0      | 0      | —       |
| David Pratt                                                  | Anh       | 1935                      | 1935                      | —                 | 0      | 0      | 0      | 0      | —       |
| Percy Smith                                                  | Anh       | 1935                      | 1936                      | —                 | 0      | 0      | 0      | 0      | —       |
| Jimmy McMillan                                               | Anh       | 1936                      | 1939                      | —                 | 0      | 0      | 0      | 0      | —       |
| Harry Parks                                                  | Anh       | 1938                      | 1938                      | —                 | 0      | 0      | 0      | 0      | —       |
| J.R. `Tony`Towers                                            | Anh       | 1939                      | 1942                      | —                 | 0      | 0      | 0      | 0      | —       |
| Frank Womack                                                 | Anh       | 1942                      | 1943                      | —                 | 0      | 0      | 0      | 0      | —       |
| Frank Buckley                                                | Anh       | 1944                      | 1946                      | —                 | 0      | 0      | 0      | 0      | —       |
| Arthur Stollery                                              | Anh       | 1946                      | 1949                      | —                 | 0      | 0      | 0      | 0      | —       |
| Eric Houghton                                                | Anh       | 1949                      | 1953                      | —                 | 0      | 0      | 0      | 0      | —       |
| George Poyser                                                | Anh       | 1953                      | 1957                      | —                 | 0      | 0      | 0      | 0      | —       |
| Frank Broome (Người chăm sóc)                                | Anh       | 1957                      | 1957                      | —                 | 0      | 0      | 0      | 0      | —       |
| Tommy Lawton                                                 | Anh       | 1957                      | 1958                      | —                 | 0      | 0      | 0      | 0      | —       |
| Ernie Coleman (Người chăm sóc)                               | Anh       | 1958                      | 1958                      | —                 | 0      | 0      | 0      | 0      | —       |
| Frank Hill                                                   | Anh       | 1958                      | 1961                      | —                 | 0      | 0      | 0      | 0      | —       |
| Ernie Coleman                                                | Anh       | 1961                      | 1963                      | —                 | 0      | 0      | 0      | 0      | —       |
| Eddie Lowe                                                   | Anh       | 1963                      | 1965                      | —                 | 0      | 0      | 0      | 0      | —       |
| Tim Coleman                                                  | Anh       | 1965                      | 1965                      | —                 | 0      | 0      | 0      | 0      | —       |
| Jack Burkitt                                                 | Anh       | 1966                      | 1967                      | —                 | 0      | 0      | 0      | 0      | —       |
| Andy Beattie                                                 | Anh       | 1967                      | 1967                      | —                 | 0      | 0      | 0      | 0      | —       |
| Billy Gray                                                   | Anh       | 1967                      | 1968                      | —                 | 0      | 0      | 0      | 0      | —       |
| Jack Wheeler                                                 | Anh       | 1968                      | 1969                      | —                 | 0      | 0      | 0      | 0      | —       |
| Jimmy Sirrel                                                 | Scotland  | 1969                      | 1975                      | —                 | 291    | 139    | 72     | 80     | 047,77  |
| Ronnie Fenton                                                | Anh       | 1975                      | 1977                      | —                 | 90     | 35     | 24     | 31     | 038,89  |
| Jimmy Sirrel                                                 | Scotland  | 1977                      | 1982                      | —                 | 180    | 61     | 57     | 62     | 033,89  |
| Howard Wilkinson                                             | Anh       | 1982                      | 1983                      | —                 | 49     | 19     | 8      | 22     | 038,78  |
| Larry Lloyd                                                  | Anh       | 1983                      | 1984                      | —                 | 66     | 19     | 15     | 32     | 028,79  |
| Richie Barker                                                | Anh       | 1984                      | 1985                      | —                 | 27     | 5      | 6      | 16     | 018,52  |
| Jimmy Sirrel                                                 | Scotland  | 1985                      | 1987                      | —                 | 110    | 46     | 32     | 32     | 041,82  |
| John Barnwell                                                | Anh       | 1987                      | 1988                      | —                 | 74     | 28     | 23     | 23     | 037,84  |
| Neil Warnock                                                 | Anh       | ngày 5 tháng 1 năm 1989   | ngày 14 tháng 1 năm 1993  | 1,470             | 205    | 90     | 45     | 70     | 043,90  |
| Mick Walker                                                  | Anh       | ngày 14 tháng 1 năm 1993  | ngày 14 tháng 9 năm 1994  | 608               | 82     | 31     | 19     | 32     | 037,80  |
| Russell Slade                                                | Anh       | September 1994            | January 1995              | —                 | 23     | 6      | 5      | 12     | 026,09  |
| Howard Kendall                                               | Anh       | January 1995              | January 1995              | —                 | 15     | 4      | 4      | 7      | 026,67  |
| Steve Nicol                                                  | Scotland  | ngày 20 tháng 1 năm 1995  | ngày 5 tháng 6 năm 1995   | 136               | 20     | 4      | 7      | 9      | 020,00  |
| Colin Murphy                                                 | Anh       | ngày 5 tháng 6 năm 1995   | ngày 23 tháng 12 năm 1996 | 567               | 83     | 33     | 24     | 26     | 039,76  |
| Sam Allardyce                                                | Anh       | ngày 16 tháng 1 năm 1997  | ngày 19 tháng 10 năm 1999 | 1,006             | 145    | 56     | 39     | 50     | 038,62  |
| Gary Brazil                                                  | Anh       | ngày 23 tháng 10 năm 1999 | June 2000                 | —                 | 34     | 10     | 9      | 15     | 029,41  |
| Jocky Scott                                                  | Scotland  | June 2000                 | October 2001              | —                 | 71     | 28     | 19     | 24     | 039,44  |
| Gary Brazil                                                  | Anh       | ngày 10 tháng 10 năm 2001 | ngày 7 tháng 1 năm 2002   | 89                | 20     | 4      | 6      | 10     | 020,00  |
| Billy Dearden                                                | Anh       | ngày 7 tháng 1 năm 2002   | ngày 6 tháng 1 năm 2004   | 730               | 103    | 30     | 27     | 46     | 029,13  |
| Gary Mills                                                   | Anh       | ngày 9 tháng 1 năm 2004   | ngày 4 tháng 11 năm 2004  | 301               | 40     | 10     | 11     | 19     | 025,00  |
| Ian Richardson (Người chăm sóc)                              | Anh       | ngày 4 tháng 11 năm 2004  | ngày 17 tháng 5 năm 2005  | 194               | 34     | 11     | 9      | 14     | 032,35  |
| Gudjon Thordarson                                            | Iceland   | ngày 17 tháng 5 năm 2005  | ngày 12 tháng 6 năm 2006  | 391               | 50     | 13     | 16     | 21     | 026,00  |
| Steve Thompson                                               | Anh       | ngày 12 tháng 6 năm 2006  | ngày 16 tháng 10 năm 2007 | 491               | 65     | 21     | 19     | 25     | 032,31  |
| Ian McParland                                                | Scotland  | ngày 18 tháng 10 năm 2007 | ngày 12 tháng 10 năm 2009 | 725               | 103    | 28     | 31     | 44     | 027,18  |
| Dave Kevan / Michael Johnson (Người chăm sóc)                | /         | ngày 13 tháng 10 năm 2009 | ngày 27 tháng 10 năm 2009 | 14                | 2      | 1      | 1      | 0      | 050,00  |
| Hans Backe                                                   | Thụy Điển | ngày 27 tháng 10 năm 2009 | ngày 15 tháng 12 năm 2009 | 49                | 7      | 2      | 3      | 2      | 028,57  |
| Dave Kevan (Người chăm sóc)                                  | Scotland  | ngày 15 tháng 12 năm 2009 | ngày 23 tháng 2 năm 2010  | 70                | 11     | 6      | 3      | 2      | 054,55  |
| Steve Cotterill                                              | Anh       | ngày 23 tháng 2 năm 2010  | ngày 27 tháng 5 năm 2010  | 93                | 18     | 14     | 3      | 1      | 077,78  |
| Craig Short                                                  | Anh       | ngày 1 tháng 7 năm 2010   | ngày 24 tháng 10 năm 2010 | 115               | 18     | 8      | 1      | 9      | 044,44  |
| Paul Ince                                                    | Anh       | ngày 27 tháng 10 năm 2010 | ngày 3 tháng 4 năm 2011   | 158               | 29     | 10     | 6      | 13     | 034,48  |
| Carl Heggs (Người chăm sóc)                                  | Anh       | ngày 3 tháng 4 năm 2011   | ngày 11 tháng 4 năm 2011  | 8                 | 2      | 0      | 0      | 2      | 000,00  |
| Martin Allen                                                 | Anh       | ngày 11 tháng 4 năm 2011  | ngày 18 tháng 2 năm 2012  | 313               | 43     | 16     | 10     | 17     | 037,21  |
| Keith Curle                                                  | Anh       | ngày 20 tháng 2 năm 2012  | ngày 2 tháng 2 năm 2013   | 348               | 51     | 23     | 14     | 14     | 045,10  |
| Chris Kiwomya                                                | Anh       | ngày 2 tháng 2 năm 2013   | ngày 27 tháng 10 năm 2013 | 267               | 34     | 9      | 9      | 16     | 026,47  |
| Steve Hodge (Người chăm sóc)                                 | Anh       | ngày 27 tháng 10 năm 2013 | ngày 6 tháng 11 năm 2013  | 10                | 2      | 1      | 0      | 1      | 050,00  |
| Shaun Derry                                                  | Anh       | ngày 6 tháng 11 năm 2013  | Present                   | —                 | 53     | 22     | 10     | 21     | 041,51  |

### Những cầu thủ có số lần ra sân nhiều nhất
|    | Tên              | Sự nghiệp | Số lần ra sân |
| -- | ---------------- | --------- | ------------- |
| 1  | Albert Iremonger | 1904–26   | 601           |
| 2  | Brian Stubbs     | 1968–80   | 486           |
| 3  | Pedro Richards   | 1974–86   | 485           |
| 4  | David Needham    | 1965–77   | 471           |
| 5  | Don Masson       | 1968–82   | 455           |
| 6  | Les Bradd        | 1967–78   | 442           |
| 7  | Percy Mills      | 1927–39   | 434           |
| 8= | Billy Flint      | 1908–26   | 408           |
| 8= | David Hunt       | 1977–87   | 408           |
| 10 | Dean Yates       | 1985–95   | 394           |

### Những cầu thủ ghi nhiều bàn thắng nhất
|     | Tên             | Sự nghiệp        | Số bàn thắng |
| --- | --------------- | ---------------- | ------------ |
| 1   | Les Bradd       | 1967–78          | 137          |
| 2   | Tony Hateley    | 1958–63, 1970–72 | 114          |
| 3   | Jackie Sewell   | 1946–51          | 104          |
| 4   | Tommy Lawton    | 1947–52          | 103          |
| 5   | Tom Keetley     | 1929–33          | 98           |
| 6   | Don Masson      | 1968–82          | 97           |
| 7   | Tom Johnston    | 1948–57          | 93           |
| 8   | Ian McParland   | 1980–89          | 90           |
| 9   | Harry Daft      | 1885–95          | 81           |
| 10= | Mark Stallard   | 1999–2004, 2005  | 79           |
| 10= | Trevor Christie | 1979–84          | 79           |
| 10= | Gary Lund       | 1987–95          | 79           |